# ベン・ファルコーン
ベン・ファルコーン（Ben Falcone, 1973年8月25日 - ）は、アメリカ合衆国の俳優・コメディアン・脚本家・映画監督。ベン・ファルコーネとも表記される。

## 略歴
1973年にイリノイ州カーボンデールでスティーヴとペグのファルコーン夫妻の息子として生まれる。
地元の高校や劇団で舞台に立ち、イリノイ大学でスピーチ・コミュニケーションを専攻、卒業後はロサンゼルスに移り、何年もの間、役者として芽が出なかったものの、テレビドラマ『ジョーイ』で演じた主人公の隣人ハワード役で知られるようになる。
吹替で声の出演をしたテレビアニメ『ルーニー・テューンズ・ショー』では脚本も担当している。
2014年公開の初監督映画『タミー/Tammy』では、妻で主演のメリッサ・マッカーシーと共同で脚本を執筆している。

### 私生活
2005年に女優のメリッサ・マッカーシーと結婚し、2007年に長女ヴィヴィアン、2010年に次女ジョーゼットが生まれる。

## 主な作品

### 映画
- エアポート・アドベンチャー クリスマス大作戦 Unaccompanied Minors (2006)
- ブライズメイズ 史上最悪のウェディングプラン Bridesmaids (2011)
- 恋愛だけじゃダメかしら? What to Expect When You're Expecting (2012)
- 泥棒は幸せのはじまり Identity Thief (2013)
- バッドガイ 反抗期の中年男 Bad Words (2013)
- デンジャラス・バディ The Heat (2013)
- おとなの恋には嘘がある Enough Said (2013)
- タミー/Tammy Tammy (2014) - 兼監督・脚本・製作総指揮
- SPY/スパイ Spy (2015)
- クレイジー・パーティー Office Christmas Party (2016)
- メリッサ・マッカーシー in ザ・ボス 世界で一番お金が好き! The Boss (2016) - 兼監督・脚本・製作
- チップス 白バイ野郎ジョン&パンチ再起動!? CHiPs (2017)
- ライフ・オブ・ザ・パーティー Life of the Party (2018) - 兼監督・脚本・製作
- パペット大騒査線 追憶の紫影 The Happytime Murders (2018) - 兼製作
- ある女流作家の罪と罰 Can You Ever Forgive Me? (2018)
- スーパーインテリジェンス Superintelligence (2020) - 兼監督・製作
- サンダーフォース 〜正義のスーパーヒロインズ〜 Thunder Force (2021) - 兼監督・脚本・製作
- ソー:ラブ&サンダー Thor: Love and Thunder (2022)

### テレビ
- ギルモア・ガールズ Gilmore Girls (2003) ※1エピソードにゲスト出演
- ジョーイ Joey (2004 - 2006) ※17エピソードに出演
- マイネーム・イズ・アール My Name Is Earl (2006) ※1エピソードにゲスト出演
- BONES Bones (2010) ※1エピソードにゲスト出演
- ルーニー・テューンズ・ショー The Looney Tunes Show (2011 - 2012) ※4エピソードにゲストで声の出演、3エピソードで脚本を執筆
- New Girl / ダサかわ女子と三銃士 New Girl (2014 - 2015) ※4エピソードにゲスト出演
- フェイバリット・イディオット: 神に選ばれたメッセンジャー God’s Favorite Idiot (2022)